# Kanton Gap-2
Der Kanton Gap-2 ist ein französischer Wahlkreis im Département Hautes-Alpes in der Region Provence-Alpes-Côte d’Azur. Er umfasst den östlichen Teil der Stadt Gap mit insgesamt 10.458 Einwohnern (Stand: 2022) im Arrondissement Gap. Der Kanton entstand 2015.

## Politik
| Vertreter im Departementrat | Vertreter im Departementrat      | Vertreter im Departementrat |
| Amtszeit                    | Namen                            | Partei                      |
| --------------------------- | -------------------------------- | --------------------------- |
| 2015–                       | Daniel Galland Maryvonne Grenier | UMP                         |